# Episodi di Not for Hire
La prima e unica stagione della serie televisiva Not for Hire è andata in onda negli Stati Uniti dal 23 ottobre 1959 al 15 luglio 1960 in syndication.
| nº | Titolo originale               | Prima TV USA     |
| -- | ------------------------------ | ---------------- |
| 1  | The Soldier's Story            | 23 ottobre 1959  |
| 2  | The Hunting License            | 30 ottobre 1959  |
| 3  | Personal Disappearance         | 6 novembre 1959  |
| 4  | The Fall Guy                   | 13 novembre 1959 |
| 5  | Smuggled Wife                  | 20 novembre 1959 |
| 6  | The Deserter                   | 27 novembre 1959 |
| 7  | One Quart of Sorrow            | 4 dicembre 1959  |
| 8  | The Frame                      | 11 dicembre 1959 |
| 9  | The Fickle Fingers             | 18 dicembre 1959 |
| 10 | Death Loses Face               | 25 dicembre 1959 |
| 11 | Shark Bait                     | 1º gennaio 1960  |
| 12 | Ten Round Kill                 | 8 gennaio 1960   |
| 13 | Guns for the Revolution        | 15 gennaio 1960  |
| 14 | A Matter of Courage            | 22 gennaio 1960  |
| 15 | Carrier Pigeon                 | 29 gennaio 1960  |
| 16 | Big Man                        | 5 febbraio 1960  |
| 17 | Careless Love                  | 12 febbraio 1960 |
| 18 | The Set Up                     | 19 febbraio 1960 |
| 19 | The Basic Rumble               | 26 febbraio 1960 |
| 20 | One of Our Russians Is Missing | 4 marzo 1960     |
| 21 | The Roll                       | 11 marzo 1960    |
| 22 | The Needle                     | 18 marzo 1960    |
| 23 | Murder in a Quiet Town         | 25 marzo 1960    |
| 24 | Battle Scar                    | 1º aprile 1960   |
| 25 | The Survivor                   | 8 aprile 1960    |
| 26 | Main Event                     | 15 aprile 1960   |
| 27 | Line of Duty                   | 22 aprile 1960   |
| 28 | The Long Dead Blonde           | 29 aprile 1960   |
| 29 | Sheep's Clothing               | 6 maggio 1960    |
| 30 | The General's Daughter         | 13 maggio 1960   |
| 31 | Lover's Leap                   | 20 maggio 1960   |
| 32 | Operation Salvage              | 27 maggio 1960   |
| 33 | The Uniformed Mugger           | 3 giugno 1960    |
| 34 | The Joker                      | 10 giugno 1960   |
| 35 | Ticket to a Gas Chamber        | 17 giugno 1960   |
| 36 | Diamond Head Decoy             | 24 giugno 1960   |
| 37 | Adults Only                    | 1º luglio 1960   |
| 38 | The System                     | 8 luglio 1960    |
| 39 | The Witness                    | 15 luglio 1960   |

## The Soldier's Story
- Prima televisiva: 23 ottobre 1959

### Trama
- Guest star: Mari Blanchard (Helen), John Vivyan (Bruno)

## The Hunting License
- Prima televisiva: 30 ottobre 1959

### Trama
- Guest star: George Margo (Fanto), Gary Vinson, Art Lewis, Herbert Ellis (Logan), Jan Harrison, Bill Hickman, Roy Jenson, Robert Jordan, Dick Wilson

## Personal Disappearance
- Prima televisiva: 6 novembre 1959

### Trama
- Guest star: John Harmon (capitano Colfax), Jean Willes (Molly Field), James T. Callahan (Pfc. Burns), Joe Haworth (tenente Logan), Joyce Taylor (Cricket Kelly), Jess Kirkpatrick (Janitor)

## The Fall Guy
- Prima televisiva: 13 novembre 1959

### Trama
- Guest star: Lisabeth Hush (Madge Turner), Charlie Briggs (O'Hara), James Seay (Bush), Michael Macready (Scully), Barbara Stuart (Ethel)

## Smuggled Wife
- Prima televisiva: 20 novembre 1959

### Trama
- Guest star: Jonathan Hole (Willoughby), Nora Hayden (Laurie), John Marshall (Galt), Art Lewis (Fenwick), James Parnell (soldato Ober)

## The Deserter
- Prima televisiva: 27 novembre 1959

### Trama
- Guest star: Neyle Morrow (Manuel), Abel Fernandez (Changa), Ziva Rodann (Sita), Dennis Patrick (Hanford), Joan Boston (Louise), Peggy Stewart (Nadine)

## One Quart of Sorrow
- Prima televisiva: 4 dicembre 1959

### Trama
- Guest star: Bob Okazaki (Ito), Pat McCaffrie (Dixon), Marie Tsien (Lilly), Vicki Raaf (Holly), Fortune Gordien (Niles), Glen Gordon (Traggart), Henry Hunter (Trumbull), Michael Lord (Griffin), Harlan Warde (Granby)

## The Frame
- Prima televisiva: 11 dicembre 1959

### Trama
- Guest star: Milton Frome (maggiore Bradford), Michael Lane (Koki), Asa Maynor (Sharon), Don Sullivan (MacLeod)

## The Fickle Fingers
- Prima televisiva: 18 dicembre 1959

### Trama
- Guest star: Dave Bishop (caporale Horace Whittier), Carolyn Hughes (April), Robert Williams (Barney), Lela Bliss (Mrs. Martha Whittier), Maggie Pierce (Joan Whittier), Bill Cord (soldato James Globe), Owen Bush (ufficiale Pete York)

## Death Loses Face
- Prima televisiva: 25 dicembre 1959

### Trama
- Guest star: Stanley Adams (Logan), Leslie Barrett (Aldrich), Dennis Patrick (sergente Brad Hennessey), Beal Wong (Ho Gow)

## Shark Bait
- Prima televisiva: 1º gennaio 1960

### Trama
- Guest star: William Keene (Callam), Rory Harrity (Rink), James Maloney (Lou), Don Kelly (Barton), Jan Brooks (Phyllis), Sheila Sullivan (Marianne)

## Ten Round Kill
- Prima televisiva: 8 gennaio 1960

### Trama
- Guest star: Regina Gleason (Carole), Stanley Adams (Morse), Art Lewis (Fenwick), Guy Lee (Corrado), Buck Young (Pete / Paul)

## Guns for the Revolution
- Prima televisiva: 15 gennaio 1960

### Trama
- Guest star: Al Lettieri (caporale Miguel Camacho), Robert Stevenson (Sgt 'Tattoo'), Howard Dayton (Puny), Alan Aric (Pfc. Luther Jessup), Claire Brennen (WAC Corporal), Joann Manley (Diana Winters), Max Mellinger (conducente)

## A Matter of Courage
- Prima televisiva: 22 gennaio 1960

### Trama
- Guest star: Robert Anderson (Fergus), Steve Brodie, Jim Canino (Hal), Jean Gillespie (Edna), Michael Pataki (Willie)

## Carrier Pigeon
- Prima televisiva: 29 gennaio 1960

### Trama
- Guest star: Robert Hutton, Barbara Stuart

## Big Man
- Prima televisiva: 5 febbraio 1960

### Trama
- Guest star: Jacqueline Ravell (Moana), Chester Marshall (Garrison), Ron Soble (Crater), Don Ross (Evans), Claudia Barrett (Linda), James T. Callahan (Miller), Charles Wagenheim (Moki)

## Careless Love
- Prima televisiva: 12 febbraio 1960

### Trama
- Guest star: Wayne Heffley (Joe), Neil Grant (McDevitt), Jimmie Smith (Parker), Charles Reade (Sam), Kathleen Case, Selette Cole (Magda), Jay Douglas (Harris), Dave Willock (Chase)

## The Set Up
- Prima televisiva: 19 febbraio 1960

### Trama
- Guest star: Stanley Adams (tenente Morse), Patrick Waltz (Johnny Burton), Nina Roman (Mary Stefano), Karl Lukas (Jack Stefano), Michael Miller (Archie Williams), Henry Corden (Harry Dukoff), Fortune Gordien (Dealer)

## The Basic Rumble
- Prima televisiva: 26 febbraio 1960

### Trama
- Guest star:

## One of Our Russians Is Missing
- Prima televisiva: 4 marzo 1960

### Trama
- Guest star: Sam Gilman (Fisher), Barney Biro (McConnell), John Marshall (Krueger), Jean Paul King (Andre), Narda Onyx, Ivan Triesault (Schoenberg)

## The Roll
- Prima televisiva: 11 marzo 1960

### Trama
- Guest star: Richard Erdman

## The Needle
- Prima televisiva: 18 marzo 1960

### Trama
- Guest star: Don Barton (Paxten), Tom Austin (King Kong), Arthur Hanson (Simmons), Claire Brennen (Madge), Suzanne Lloyd, Nancy Millard (infermiera)

## Murder in a Quiet Town
- Prima televisiva: 25 marzo 1960

### Trama
- Guest star: Greta Granstedt (Anne), Steve Brodie (Slater), Robert Ivers, Pat McCaffrie (Townsend), Henry Hunter (Omar), Della Sharman (Marie)

## Battle Scar
- Prima televisiva: 1º aprile 1960

### Trama
- Guest star: Constance Dane (Sharon), Stanley Clements (Sellars), Robert 'Buzz' Henry (Gardner), Don Dillaway (colonnello), Robin Blake (cameriera), Robert Chapman (Sullivan), John McCann (Manning)

## The Survivor
- Prima televisiva: 8 aprile 1960

### Trama
- Guest star: Shirley Collins (Peggy), Phyllis Coghlan (Edna), Walter Reed (Silver), John Eldredge (Lathrop), Shepherd Sanders, Ivan Triesault (Mueller)

## Main Event
- Prima televisiva: 15 aprile 1960

### Trama
- Guest star: Fortune Gordien (Kapp), Arthur Batanides (Rooney), Ray Montgomery (Neal), Enid James (Julie), Johnny Seven (Cimoli)

## Line of Duty
- Prima televisiva: 22 aprile 1960

### Trama
- Guest star: Jack Mann (Falk), Jess Kirkpatrick (Davis), Joan Staley (Jill), James Parnell (Husk), Grace Gaynor (Ruth Sand), Peg Stewart (Betty Brackenridge)

## The Long Dead Blonde
- Prima televisiva: 29 aprile 1960

### Trama
- Guest star: Bunny Bishop (Edie), Barnaby Hale (Harwood), Jonathan Kidd (Stark), Earl Parker (Ames)

## Sheep's Clothing
- Prima televisiva: 6 maggio 1960

### Trama
- Guest star: Maureen Arthur, Selette Cole (Rita), Stanley Adams (Morse), Bob Sherman (Bobo), Ronald Nicholas (Lewis), Skip Ward (Burton)

## The General's Daughter
- Prima televisiva: 13 maggio 1960

### Trama
- Guest star: Bill Hickman (Ambrose), Anne Helm (Frankie), Lou Krugman (Morse), William Kerwin (Phil), Willis Bouchey (Martin), Paul Langton (Saunders)

## Lover's Leap
- Prima televisiva: 20 maggio 1960

### Trama
- Guest star: Lisabeth Hush (Madge Turner), Gwen Harmon (poliziotta), Lyn Thomas (Sherry), Jim Telford (Harry), Stanley Adams (Morse), Jane Betts (Marilyn), Patrick Waltz (Sumner)

## Operation Salvage
- Prima televisiva: 27 maggio 1960

### Trama
- Guest star: John Dennis (Flint), Robert Chapman (Ellwood), Marian Miller (Rose), Fred Graham (Jones), Robert Anderson (Wabash), Nina Roman (Betty)

## The Uniformed Mugger
- Prima televisiva: 3 giugno 1960

### Trama
- Guest star: Tommy Cook (Danziger), Viviane Cervanees (Leilani), Boyd 'Red' Morgan (Cosgrove), Virginia Gibson (Madge), John Bryant (Grayson), Jack Reitzen (Flores)

## The Joker
- Prima televisiva: 10 giugno 1960

### Trama
- Guest star: Bill Cord (Grant), John Craig (Shackles), Jan Harrison (Rita), Harlan Warde (Townsend)

## Ticket to a Gas Chamber
- Prima televisiva: 17 giugno 1960

### Trama
- Guest star: John Craig (Dan Shackles), Nesdon Booth (Grummel), Ric Marlow (Egan), Jon Locke (Spooner), Robert Ball (Dillon), Frances Mercer (Good Mama)

## Diamond Head Decoy
- Prima televisiva: 24 giugno 1960

### Trama
- Guest star: Shirley Collins (Erica), George Barrows (Paris), Ivan Triesault (Masters), Jack Reitzen (Flores), Arch Whiting (Wilkins)

## Adults Only
- Prima televisiva: 1º luglio 1960

### Trama
- Guest star: Patricia Blair (Gloria Wilder), Warren Hsieh (Suyin), Jack Reitzen (Flores)

## The System
- Prima televisiva: 8 luglio 1960

### Trama
- Guest star: Anne Dore (Holly), James T. Callahan (Smith), Barbara Morrison (Mrs. Pettigrew), Bernard Fein (Waxie), Joe Abdullah (Julius), John S. Ragin (Pettigrew)

## The Witness
- Prima televisiva: 15 luglio 1960

### Trama
- Guest star: Robert Ball (Wilson), Anne Helm (Frankie), Jack Reitzen (Flores)